# Bereziwka (hromada Horoszów)
Bereziwka (ukr. Березівка, hist. pol. Berezówka) – wieś na Ukrainie, w obwodzie żytomierskim, w rejonie żytomierskim, w hromadzie Horoszów. W 2001 liczyła 223 mieszkańców.